# Hannonville-Suzémont
Hannonville-Suzémont és un municipi francès situat al departament de Meurthe i Mosel·la i a la regió del Gran Est. L'any 2007 tenia 279 habitants.

## Demografia

### Població
El 2007 la població de fet de Hannonville-Suzémont era de 279 persones. Hi havia 98 famílies, de les quals 16 eren unipersonals (12 homes vivint sols i 4 dones vivint soles), 31 parelles sense fills, 43 parelles amb fills i 8 famílies monoparentals amb fills.
La població ha evolucionat segons el següent gràfic:
Habitants censats

### Habitatges
El 2007 hi havia 116 habitatges, 104 eren l'habitatge principal de la família, 3 eren segones residències i 9 estaven desocupats. 105 eren cases i 11 eren apartaments. Dels 104 habitatges principals, 82 estaven ocupats pels seus propietaris, 22 estaven llogats i ocupats pels llogaters i 1 estava cedit a títol gratuït; 4 tenien dues cambres, 9 en tenien tres, 22 en tenien quatre i 70 en tenien cinc o més. 79 habitatges disposaven pel capbaix d'una plaça de pàrquing. A 48 habitatges hi havia un automòbil i a 51 n'hi havia dos o més.

### Piràmide de població
La piràmide de població per edats i sexe el 2009 era:
| Homes | Edats   | Dones |
| ----- | ------- | ----- |
| 0     | 95 o +  | 0     |
| 0     | 90 a 94 | 0     |
| 0     | 85 a 89 | 0     |
| 0     | 80 a 84 | 0     |
| 4     | 75 a 79 | 4     |
| 8     | 70 a 74 | 8     |
| 4     | 65 a 69 | 8     |
| 4     | 60 a 64 | 8     |
| 8     | 55 a 59 | 4     |
| 8     | 50 a 54 | 8     |
| 4     | 45 a 49 | 12    |
| 8     | 40 a 44 | 0     |
| 4     | 35 a 39 | 4     |
| 4     | 30 a 34 | 8     |
| 16    | 25 a 29 | 20    |
| 4     | 20 a 24 | 16    |
| 4     | 15 a 19 | 4     |
| 4     | 10 a 14 | 4     |
| 12    | 5 a 9   | 4     |
| 24    | 0 a 4   | 8     |

## Economia
El 2007 la població en edat de treballar era de 189 persones, 146 eren actives i 43 eren inactives. De les 146 persones actives 131 estaven ocupades (78 homes i 53 dones) i 15 estaven aturades (5 homes i 10 dones). De les 43 persones inactives 12 estaven jubilades, 14 estaven estudiant i 17 estaven classificades com a «altres inactius».

### Ingressos
El 2009 a Hannonville-Suzémont hi havia 106 unitats fiscals que integraven 280 persones, la mediana anual d'ingressos fiscals per persona era de 17.101 €.

### Activitats econòmiques
Els 2 establiments que hi havia el 2007 eren d'empreses de comerç i reparació d'automòbils.
L'any 2000 a Hannonville-Suzémont hi havia 8 explotacions agrícoles que ocupaven un total de 1.048 hectàrees.

## Equipaments sanitaris i escolars
El 2009 hi havia una escola elemental.

## Poblacions més properes
El següent diagrama mostra les poblacions més properes.